# 野地照樹
野地 照樹（のじ てるき、1950年1月16日 - ）は、広島県広島市出身の元サッカー選手(DF)、指導者。
現高知大学教育学部教授、サッカー部監督。

## 来歴
中1からサッカーを始める。広島大学附属高時代に福原黎三から指導を受けた。同世代に高田豊治がいる。
東京教育大学（現筑波大学） 体育学部体育学科に進み、蹴球部では主にセンターバックとして活躍、成田十次郎から指導を受け、高田や木之本興三らとプレーした。在学中に関東大学サッカーリーグ戦や第20回全国大学サッカー選手権大会で優勝した。1972年には成田が監督を兼務していた日本サッカーリーグ2部の読売サッカークラブ（現東京ヴェルディ）の選手として7試合に出場した。1972年に大学卒業後、同校大学院に進学し1976年に体育学研究科修士課程を修了。同年から1978年まで筑波大学体育科学系文部技官を務めた。
1978年、28歳の時に高知大学教育学部に助手として赴任、同時にサッカー部の監督に就任した。高知は野球人気が高く、当時はサッカー不毛の地と呼ばれていた。グラウンドは膝まで雑草が伸び放題の状態で、草刈と水抜きの水路を作ることから始めた。以降、2013年まで35年間の長きに渡り同校サッカー部を指導し、単なる地方国立大学のサッカー部に過ぎなかった同校を全国トップクラスのチームを作り上げる。特に1990年代にJリーグのクラブが高知でキャンプを張るようになり、そこで胸を借りて力を付けた。2009年、総理大臣杯全日本大学サッカートーナメントで、地方の国立大学として史上初の決勝進出（準優勝）。2010年全日本大学サッカー選手権大会（インカレ）3位。
1999年ユニバーシアード日本代表チーム監督。1994年、JOC在外研修でイングランドリーグのイプスウィッチで1年間、指導者研修を積み、岡田武史や西野朗ら、指導者養成にも関わる。1999年-2001年、2006年-2012年、南国高知FC総監督。
1979年高知大学教育学部助教授、2007年同准教授、2009年同教授。
イングランド研修時代に地域に根ざしたスポーツに共感し2002年から大学サッカー部員と共に「少年少女サッカー教室」を開いている。こうした地域貢献活動の結果として2009年からスポンサーが付き、地域からの支援の輪も広がった。
教え子に中田洋平、出井正太郎、佐藤城介、菅和範、中野圭、實藤友紀、酒井貴政らがいる。

## 個人成績
| 国内大会個人成績 | 国内大会個人成績 | 国内大会個人成績 | 国内大会個人成績 | 国内大会個人成績 | 国内大会個人成績 | 国内大会個人成績 | 国内大会個人成績 | 国内大会個人成績 | 国内大会個人成績 | 国内大会個人成績 | 国内大会個人成績 |
| 年度             | クラブ           | 背番号           | リーグ           | リーグ戦         | リーグ戦         | リーグ杯         | リーグ杯         | オープン杯       | オープン杯       | 期間通算         | 期間通算         |
| 年度             | クラブ           | 背番号           | リーグ           | 出場             | 得点             | 出場             | 得点             | 出場             | 得点             | 出場             | 得点             |
| 日本             | 日本             | 日本             | 日本             | リーグ戦         | リーグ戦         | JSL杯            | JSL杯            | 天皇杯           | 天皇杯           | 期間通算         | 期間通算         |
| ---------------- | ---------------- | ---------------- | ---------------- | ---------------- | ---------------- | ---------------- | ---------------- | ---------------- | ---------------- | ---------------- | ---------------- |
| 1972             | 読売             | 18               | JSL2部           | 7                | 0                | -                | -                | -                | -                | 7                | 0                |
| 通算             | 日本             | 日本             | JSL2部           | 7                | 0                | -                | -                | -                | -                | 7                | 0                |
| 総通算           | 総通算           | 総通算           | 総通算           | 7                | 0                | -                | -                | -                | -                | 7                | 0                |

## 訳書
- トレバー・スピンドラー 著、松本光弘、野地照樹 訳『サッカーコーチングBOOK』ベースボール・マガジン社、2000年9月。ISBN 4583035845。